# Espejo trumeau

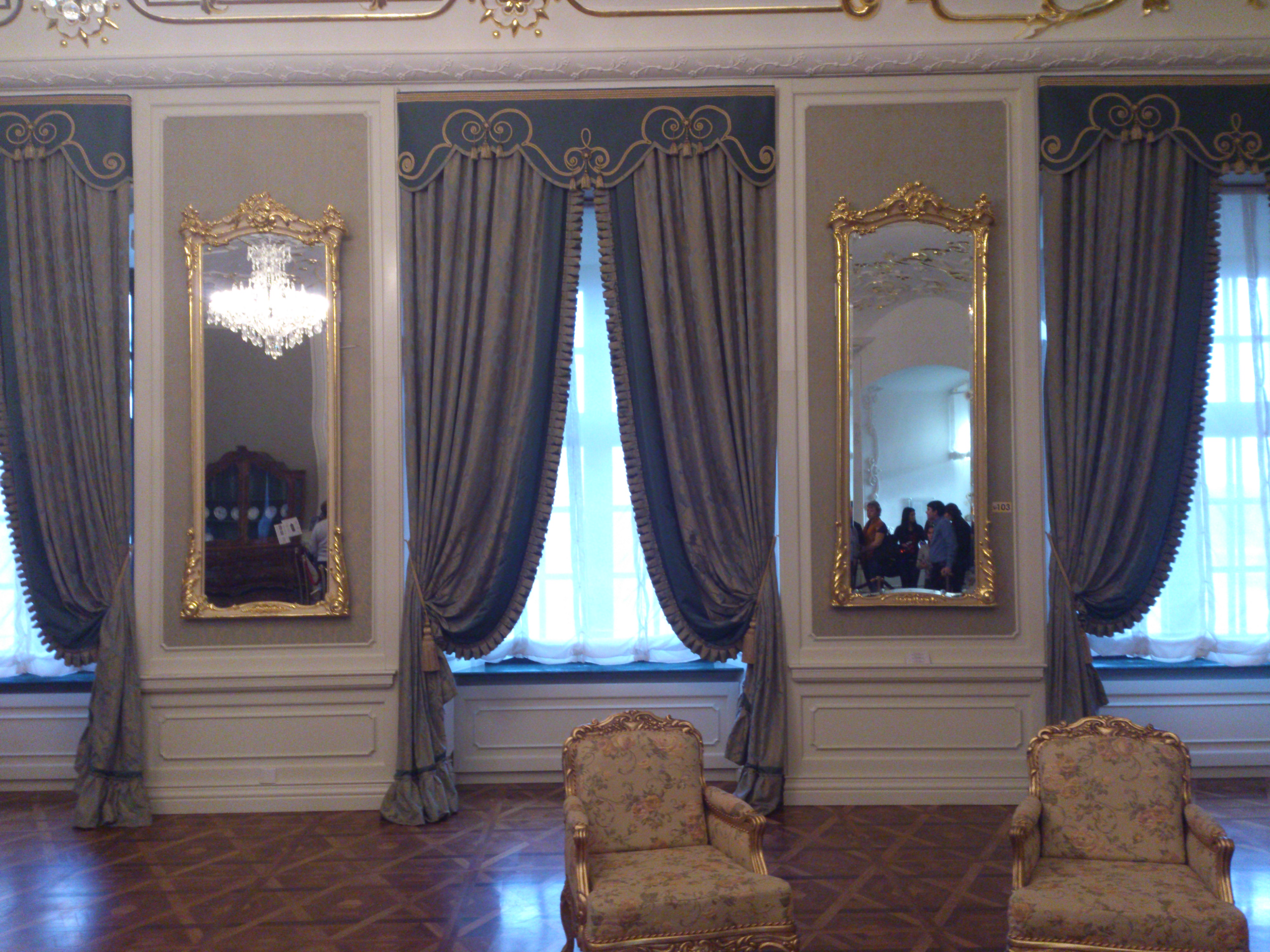
Espejos trumeau

Un espejo trumeau es un espejo de pared originalmente fabricado en Francia en el siglo XVIII. Toma su nombre de la palabra francesa trumeau, la cual designa el espacio entre ventanas. 
Los espejos Trumeau estaban destinados originalmente para colgar en una pared entre ventanas, funcionado como elemento decorativo y aumentando la luminosidad de la habitación al reflejar la luz del sol. La mayoría de los espejos trumeau antiguos están muy adornados y con frecuencia tienen un marco dorado.
El espejo es casi siempre rectangular y a veces incluye una parte decorativa en la parte superior. Los diseñados para ser colocados encima de una chimenea podían tener velas delante del espejo para aumentar luz ambiental.
Reproducciones de espejos Trumeau del siglo XVIII se hicieron muy populares en Inglaterra durante el periodo de Regencia y en los años 50 del siglo XX, períodos en los que el mobiliario francés se puso de moda.
Un auténtico espejo Trumeau puede costar entre 2.000 y 20.000 dólares.
- Datos: Q1345018
- Multimedia: Pier glasses / Q1345018